# 堀内浩平
堀内 浩平（ほりうち こうへい、1986年10月27日 - ）は、山梨県富士吉田市出身の料理人。

## 来歴
- 調理師専門学校を卒業後、都内のレストランとホテルを経て、渡仏。北フランスの人里離れた場所に位置する2つ星レストラン「La Grenouillère」で腕を磨く。
- 2018年に帰国し、日本国内のレストランにてシェフを務める。
- 2021年、RED U-35 2021 ONLINEにてグランプリ（RED EGG）を受賞。
- 2024年8月、出身である富士吉田市にほど近い忍野村にて、兄でソムリエの堀内 茂一郎と共に、完全予約制のレストラン「nôtori（ノウトリ）」を開業。[3]
- 2025年3月、nôtoriの開業1年目にして、フランス発祥の ミシュランガイド と並ぶ強い影響力を持つレストランガイド ゴ・エ・ミヨ 掲載店に選出される。[4]

## 出演
- テレビ
  - リモートシェフ（2022年2月27日、BSフジ）[5]
- ラジオ
  - 濱田マリ、これハマります（2024年8月21日、FM FUJI）

## 賞歴・格付け
- 2021年：RED U-35 2021 ONLINEでグランプリ（RED EGG）を受賞。[6]
- 2025年：nôtoriが ゴ・エ・ミヨ に掲載。